# Tickford

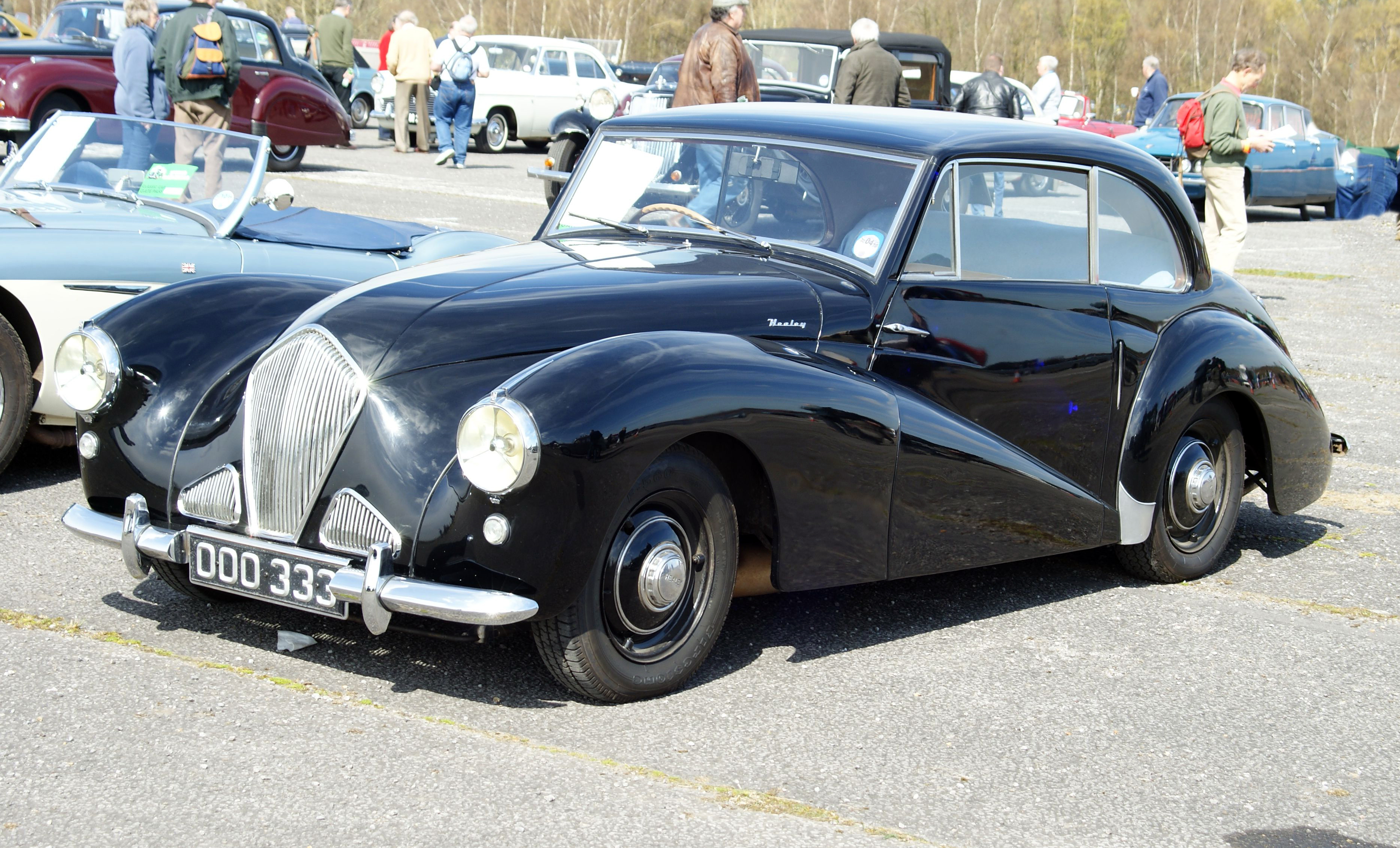
1952 Healey Tickford Saloon

Tickford, ursprungligen Salmons & Sons, var en brittisk karossmakare med tillverkning i Newport Pagnell, Buckinghamshire. 
Företaget köptes år 1955 upp av traktortillverkaren David Brown Ltd. som valde att förlägga tillverkningen av sitt bilmärke Aston Martin och senare även Lagonda till anläggningarna, 

## Historia

### Salmons & Sons
Rörelsens ursprung kan spåras till 1820-talet i ett uthus inom den muromgärdade egendomen Tickford Abbey där Joseph Salmons grundat ett företag för tillverkning av hästvagnar under namnet ”Salmons & Sons Carriage Works”. Han efterträddes av sina tre söner Thomas, Joseph Jr. och William vilka bedrev rörelsen fram till 1909 då nästa generation bestående av Lucas och George Salmons tog över verksamheten. År 1942 sålde familjen Salmons sitt bolag till privatpersonen Ian Boswell, vilken i sin tur sålde företaget till David Brown Ltd.

### Aston Martin Lagonda
Tillverkningen som efter avknoppning av viss verksamhet år 1972, kom definitivt att upphöra 2007 och bilfabrikerna med undantag av verkstadslokaler för service revs kort därefter.
År 1972 såldes verksamheten till riskkapitalbolaget Company Developments, vilket trädde i likvidation i december 1974 varefter en rad olika ägare och intressenter följde i rask takt fram till år 1981 då bolaget Aston Martin Tickford bildades.

## Tillverkningsmetoder
Under toppåren strax före andra världskriget producerade Salmons upp till 30 karosser i veckan och hade 450 anställda. Fabriken var helt självförsörjande med bland annat egen smedja och ett dieseldrivet elkraftverk. Den hantverksmässiga karosstillverkningen var under 1900-talets första hälft arbetsintensiv.
Från början tillverkades karosserna med en stomme av trä (vanligen ask, som var starkt, höll låg vikt och var förhållandevis formbart) och virket lagrades på fabriksområdet i flera år för att mogna. Först därefter sågades virket upp i 75mm (3 tum) tjocka och cirka 5 meter långa plankor och förvarades sedan i skjul med öppna sidor för att ytterligare mogna naturligt (ej ugnstorkade) i upp till tre år. Den färdiga trästommen kläddes sedan med karosseriplåt eller aluminium som spikades fast i stommen.
Även inredningen var handbyggd med svulstiga läderinredningar, tidstypiska eleganta instrumentbrädor i trä och Salmons verkliga specialitet som var den speciella sufflettställningen med stora utvändiga gångjärn på sidorna och som allmänt gick under namnet ”Tickford”. Även all förkromning och plätering skedde på plats hos karossbyggaren.
Uppskattningsvis tog det cirka två veckor att färdigställa en bil som gjordes i större serier, medan mer exklusiva specialbyggen kunde ta upp till fyra veckors arbete i anspråk.

## Produktion
Från början var inriktningen hästvagnar av olika slag, vilka vann mycket gott rykte och till och med gick på export. År 1898 byggde man så sin första kaross på ett motordrivet chassi, och verksamheten expanderade snabbt till att omfatta handbyggda karosser till alla möjliga brittiska bilmärken.
Även om en del täckta bilar tillverkades så var den övervägande majoriteten öppna bilar byggda på nakna chassier från biltillverkare som MG, Vauxhall, Rover och Hillman. Under andra världskriget ställde företaget om till krigsproduktion med 650 anställda (mest kvinnor) som tillverkade brandstegar, bord, stolar och fältsängar. Det skulle dröja till år 1947 innan man byggde sin första bilkaross efter kriget, en Alvis. Sedan följde märken som Austin-Healey, Daimler, Humber och Land Rover. I och med att David Brown tog över verksamheten lades produktionen om till moderna metoder och karosser helt i stål.

## Epilog
För personbilar har karossmakarnas olika tekniker och färdigheter numera mer eller mindre helt gått förlorade och hör till den ålder då många bilar köptes som ett naket chassi bara och kunden hade stor valfrihet att själv bestämma hur hans eller hennes bil skulle se ut och vilken typ av utrustning som bilen skulle utrustas med.

## Bildgalleri

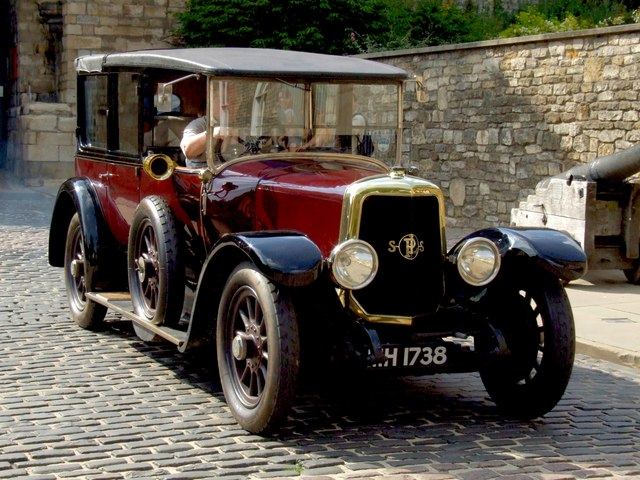
1924 Panhard et Levassor X46 Tickford Saloon
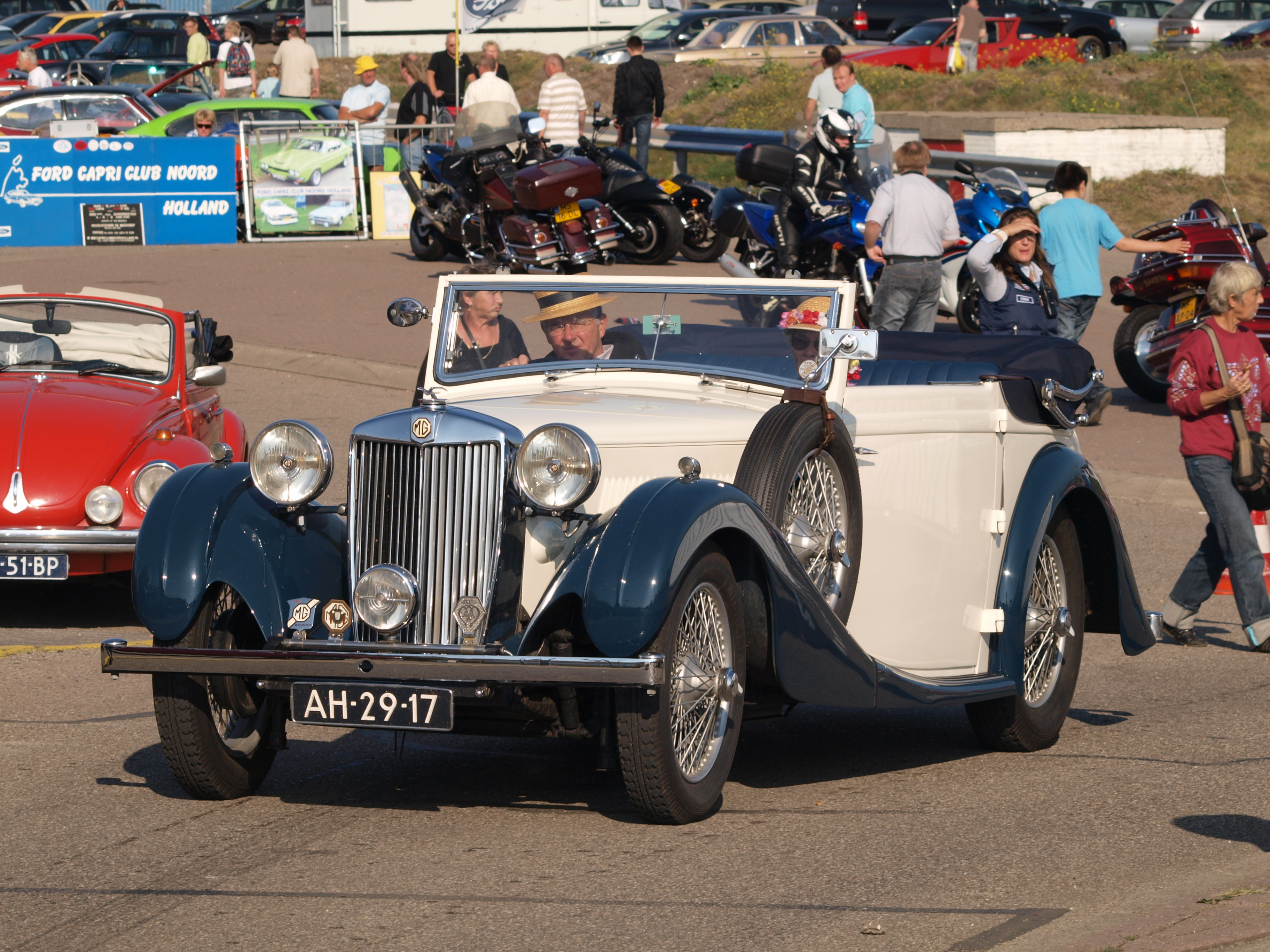
1937-1939 MG VA Tickford Drop Head Coupe
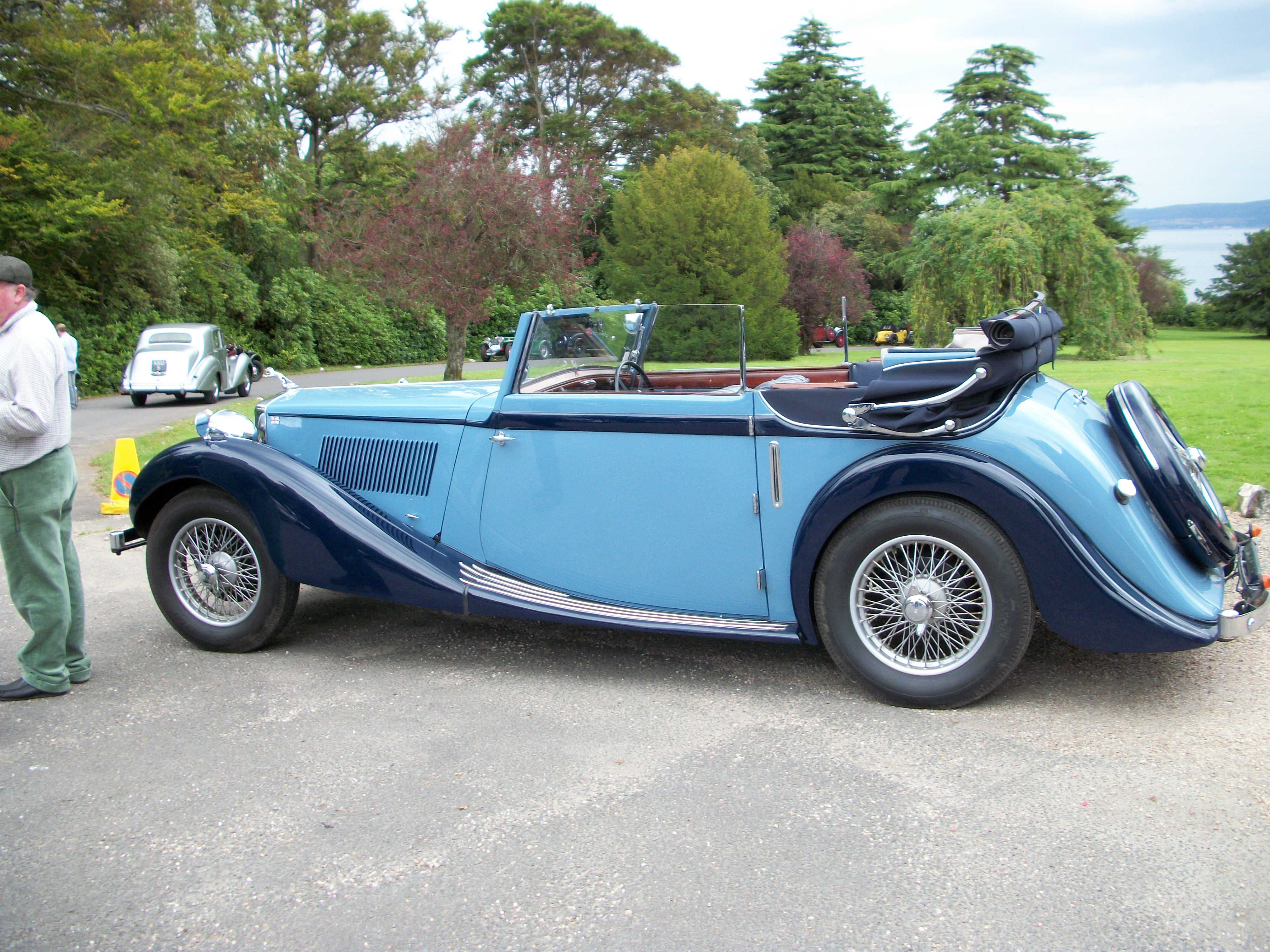
1938 MG SA Tickford Drop Head Coupe
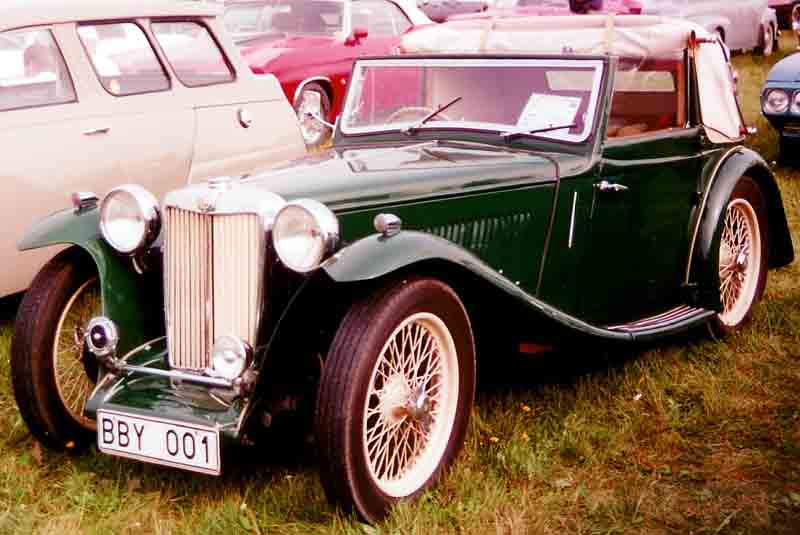
1939 MG TB Tickford Drop Head Coupe
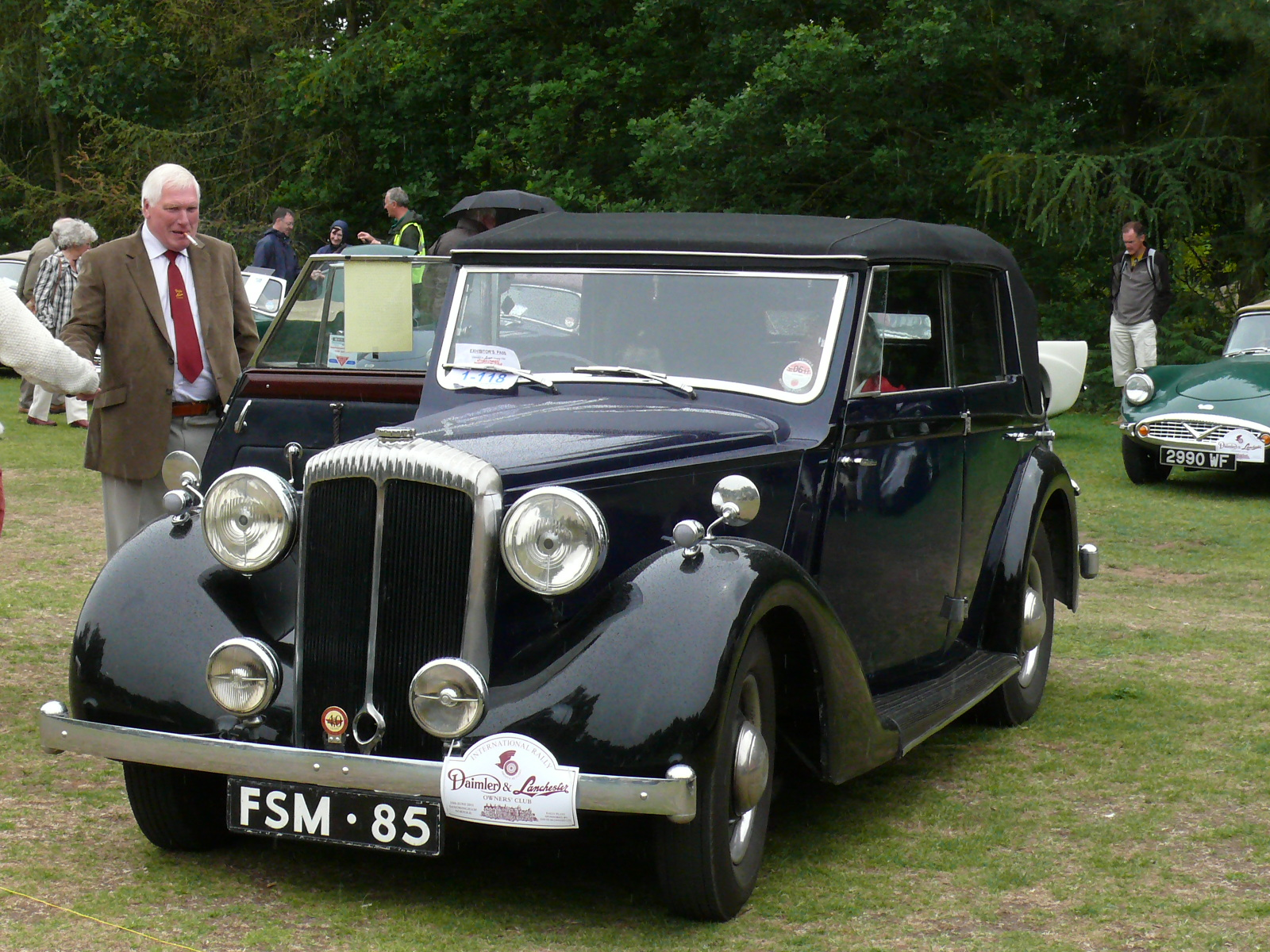
1940 Daimler DB18 Tickford Tourer
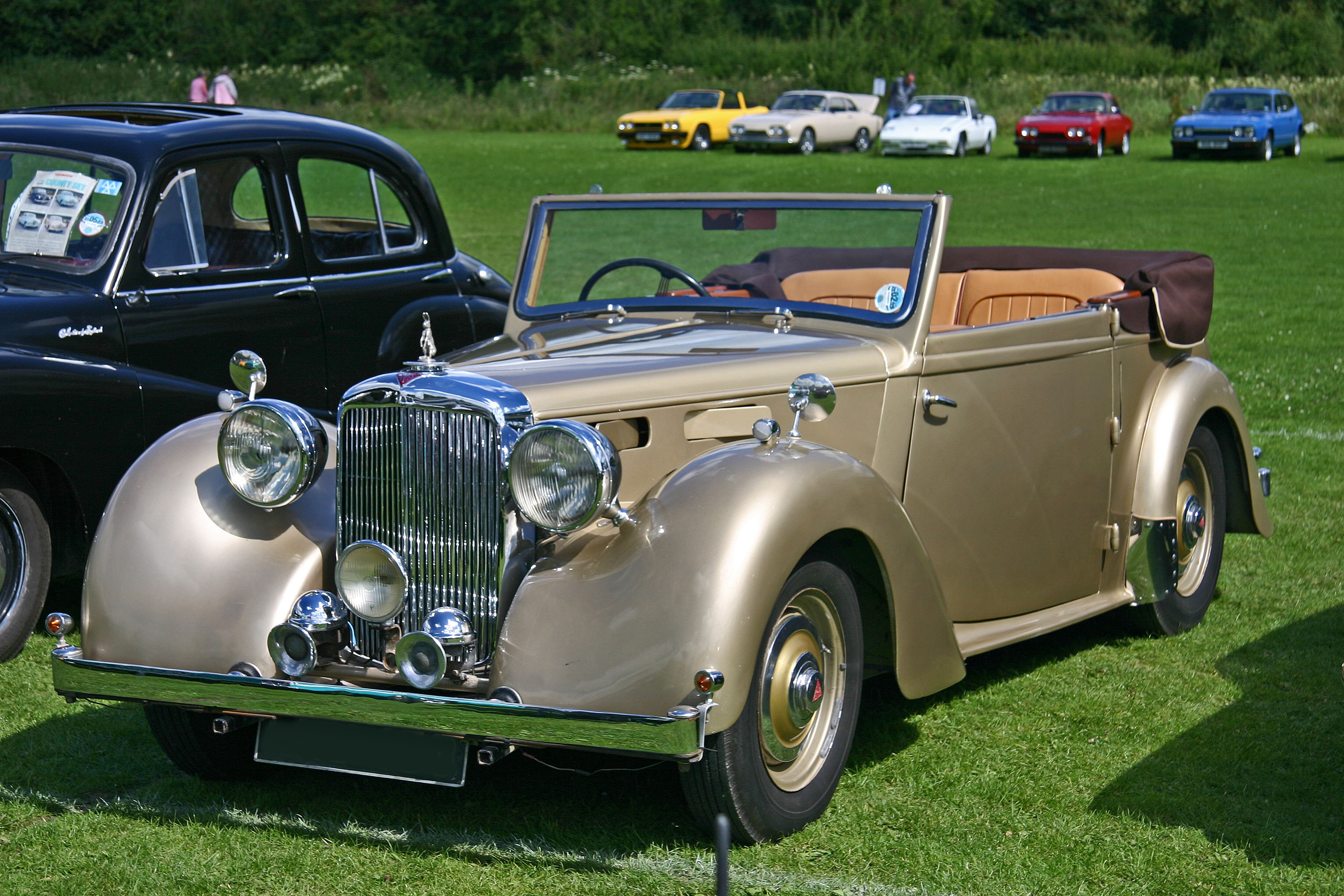
1946-1950 Alvis TA14 Tickford Drop Head Coupe
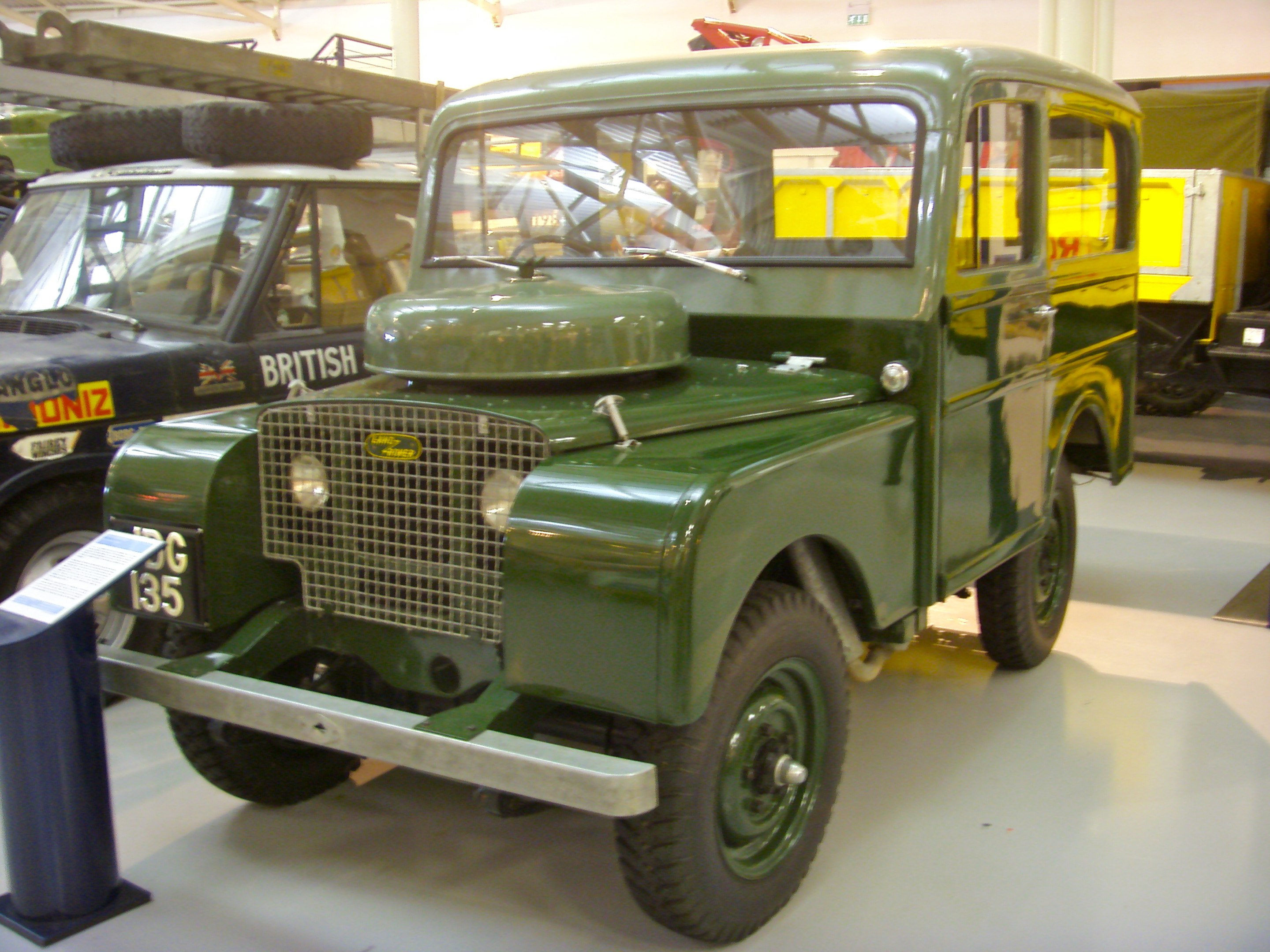
1948 Land Rover 80 Tickford Estate
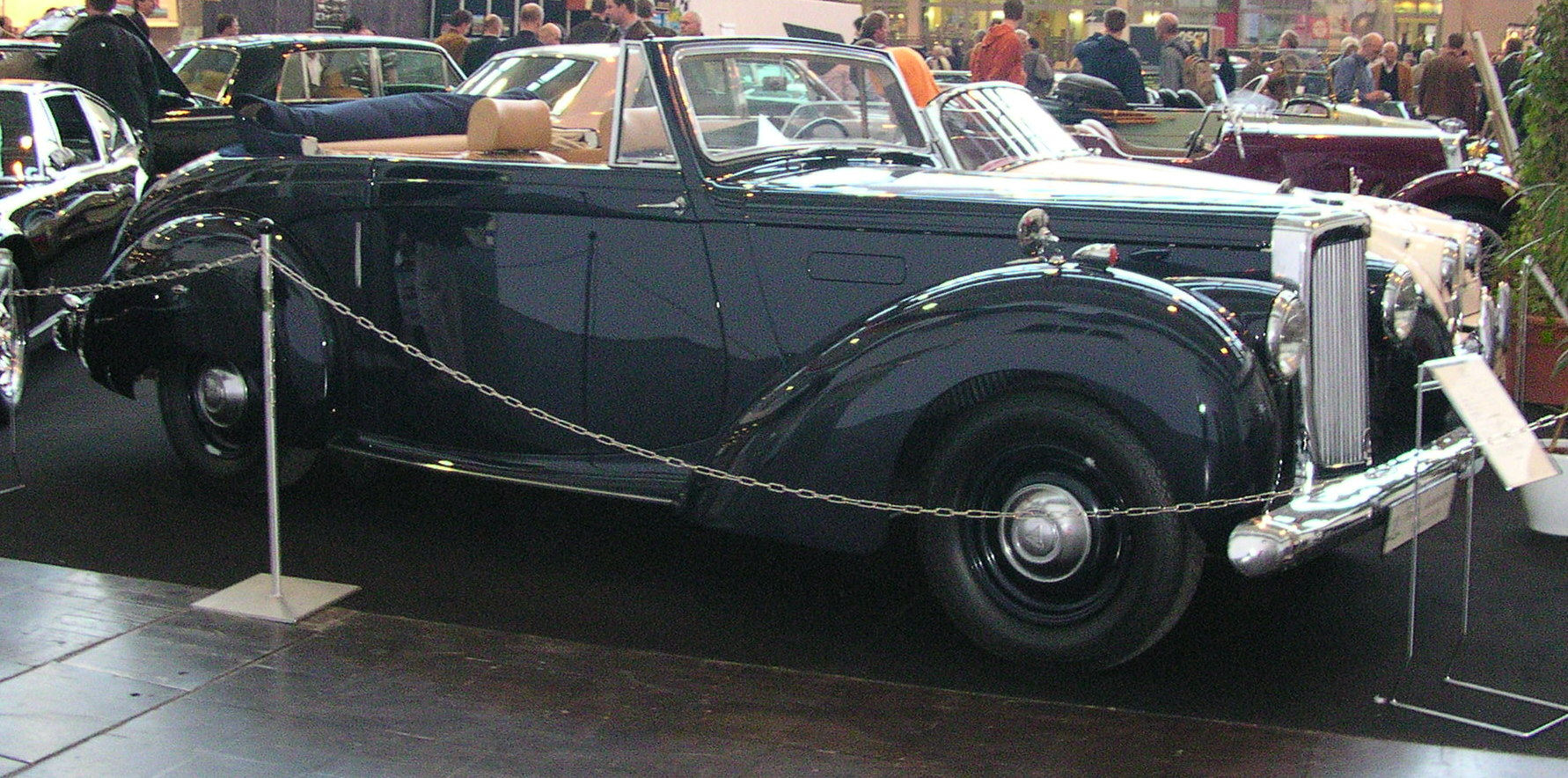
1952 Alvis TA21 Drop Head Coupe
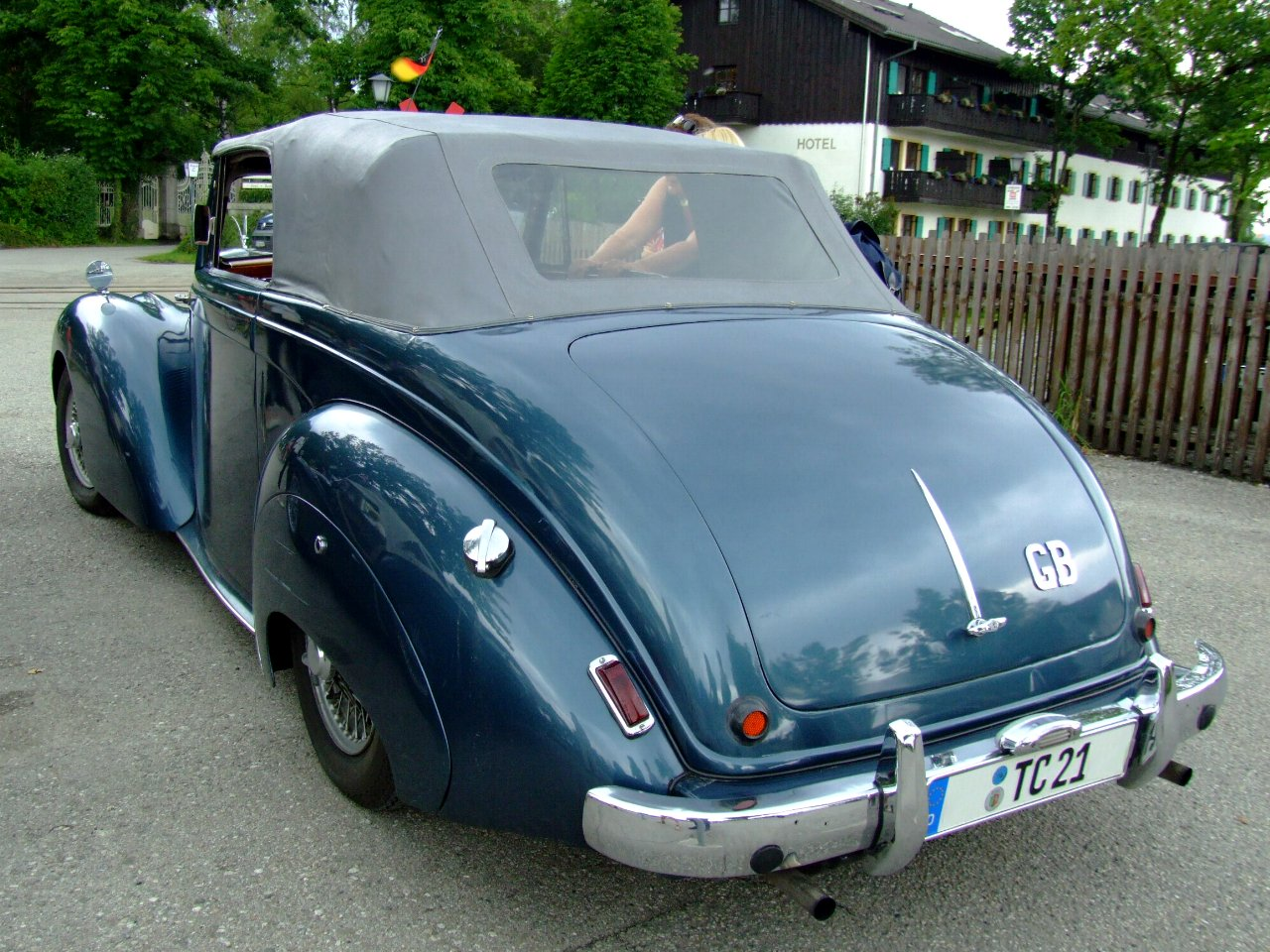
1954 Alvis TC 21-100 Tickford Drop Head Coupe
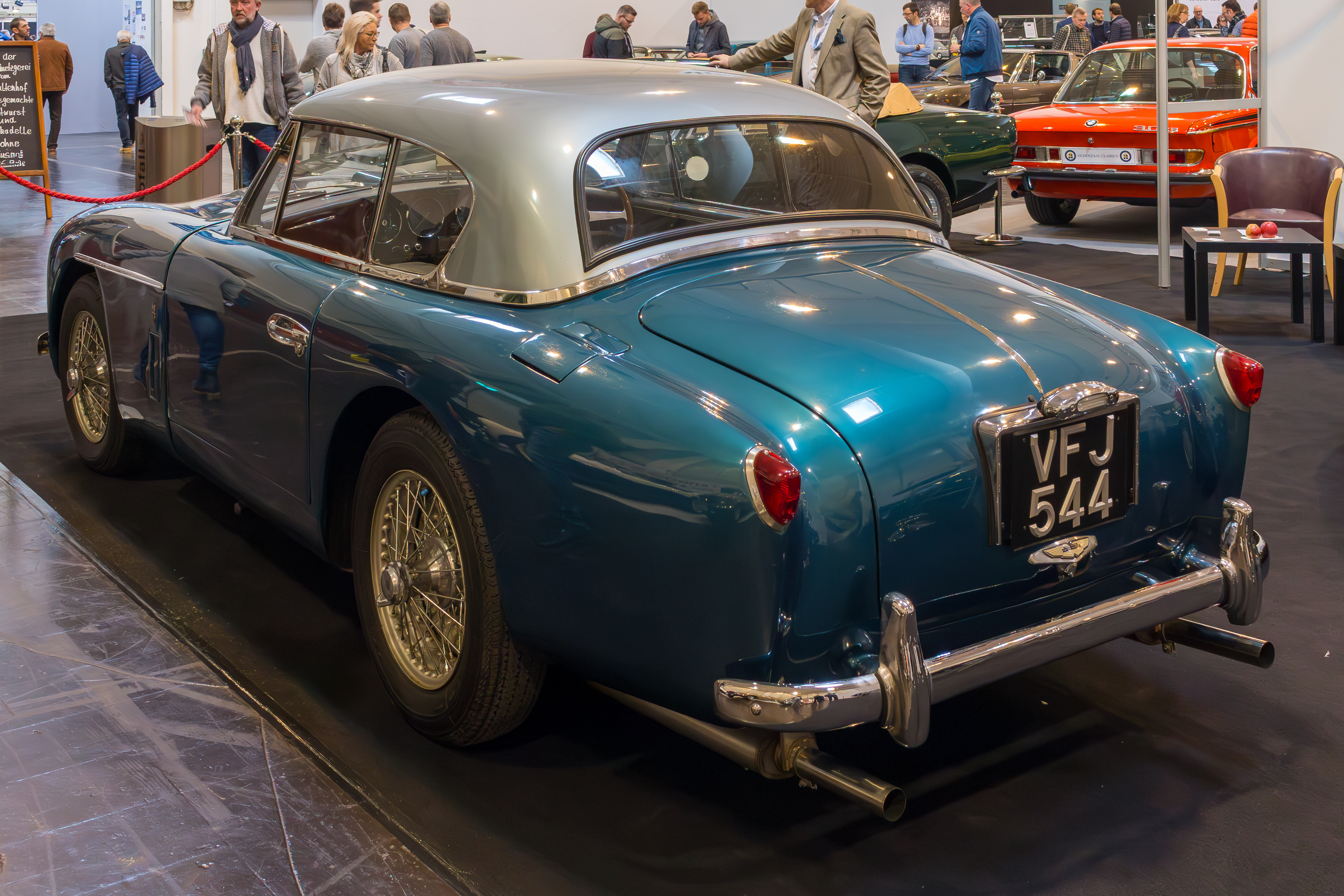
1955-1957 Aston Martin DB2-4 MkII Tickford Fixed Head Coupe

### Fotnoter
1. ↑  hämtat från: tyskspråkiga Wikipedia.[källa från Wikidata]
2. ↑  hämtat från: engelskspråkiga Wikipedia.[källa från Wikidata]
3. ↑  Exakt när namnbytet från ”Salmons” till ”Tickford” ägde rum är oklart eftersom båda namnen användes parallellt under en rad år, men efter försäljningen 1942 är det officiella namnet definitivt ändrat till Tickford Ltd.
4. ↑  Andra källor uppger december 1954 som tidpunkt för försäljningen (se. bl.a.  läst 2012-06-21 kl. 15.00)